# أبادو
أبادو هي قرية أمازيغية جبلية مغربية وسط المملكة. أبادو لإقليم الحوز. تضم هذه القرية 9.905 نسمة (إحصاء 2004).